# Balduin Forster
Balduin Forster (* 20. Februar 1920 in Berlin; † 28. Dezember 1999 in Freiburg im Breisgau) war ein deutscher Rechtsmediziner.
Forster studierte Medizin in Berlin und Göttingen, wo er 1954 promoviert und 1962 habilitiert wurde. Er war von 1970 bis 1988 Professor für Rechtsmedizin an der Universität Freiburg und befasste sich unter anderem mit der forensischen Bedeutung Blutalkoholkonzentration.
In den 1970er Jahren befasste er sich unter anderem mit der Frage, inwiefern die Leichenstarre bzw. deren Nachlassen als Hinweis auf den Todeszeitpunkt von Ermordeten genutzt werden kann. Unter anderem führte dies zu dem Verdacht, im Fall Vera Brühne sei ein Justizirrtum begangen worden.

## Veröffentlichungen (Auswahl)
- Die Beeinflussung des Blutalkoholabbaues durch Fructose <Laevoral> im Experiment und deren praktisch-forensische Bedeutung. Dissertation Göttingen 1954.
- Über die plastische, elastische und kontraktile Verformung des totenstarren Skelet- und Herzmuskels. Habilitation Göttingen 1963.
- (Hrsg.): Praxis der Rechtsmedizin. Stuttgart / New York / München 1986.